# Liste der Kulturdenkmale in Schwerstedt (bei Straußfurt)
In der Liste der Kulturdenkmale in Schwerstedt sind alle Kulturdenkmale der thüringischen Gemeinde Schwerstedt (Landkreis Sömmerda) und ihrer Ortsteile aufgelistet (Stand: 2006).

## Schwerstedt
Einzeldenkmale
| Bild                                    | Bezeichnung                                                                     | Lage                | Datierung | Beschreibung | ID |
| --------------------------------------- | ------------------------------------------------------------------------------- | ------------------- | --------- | ------------ | -- |
| weitere Bilder Fotos hochladen          | Kirche mit Ausstattung und Friedhof mit barocken Grabsteinen und Kriegerdenkmal | Kirchgasse (Karte)  | 1755      |              |    |
| Direkt Bild zu diesem Denkmal hochladen | Wohnhaus und Nebengebäude                                                       | Kirchgasse 167a     |           |              |    |
| Direkt Bild zu diesem Denkmal hochladen | Hofanlage                                                                       | Lange Gasse 103     |           |              |    |
| Direkt Bild zu diesem Denkmal hochladen | Hofanlage                                                                       | Lange Gasse 134     |           |              |    |
| Direkt Bild zu diesem Denkmal hochladen | Hofanlage                                                                       | Plan 21             |           |              |    |
| Direkt Bild zu diesem Denkmal hochladen | Portal                                                                          | Weimarische Ecke 73 |           |              |    |

## Quelle
- Landkreis Sömmerda. (Memento vom 1. Februar 2017 im Internet Archive; PDF; 160 kB) landkreis-soemmerda.de, Auszug aus dem Denkmalbuch des Landes Thüringen